# 占い天使オッティモちゃん
占い天使オッティモちゃん（うらないてんしオッティモちゃん）は、マスコットキャラクター、占い師である。
東京俳優生活協同組合所属で、ナレーターとしても活動する武藤香奈が中の人（前世）を務めている。

## プロフィール
- 名前：オッティモちゃん
- 出身：3000年のぐんぐり天界[1]
- 年齢：104歳（『てん・し』なの♪）
- 好きな食べ物：ドーナツ
- 性格：優しい。悩んでいる人、困っている人を占いで助けたい。
- 占術：手相・数秘術・西洋占星術・アストロダイス・易・タロット・気学・四柱推命・インド占星術・宿曜占星術・姓名判断・白魔術
- 得意な占い：相性占い・前世占い

## 来歴
2018年から原宿の路上で占いを始める。奇抜なルックスと本格的な占いのギャップが話題となり、メディアにも取り上げられる。語尾に「ティモ」をつけるのが口癖。キャラクターとしては珍しく、中の人を前世として公表している。
2023年8月、M-1グランプリ2023にマネージャーのどない山本とコンビを組んで出場した。

## 出演

### テレビ
- ニコニコ生放送 「藤井・渡部のいっちょかめ！」
- 「所さんの学校では教えてくれないそこんトコロ」（ テレビ東京）
- 「今夜、誕生!音楽チャンプ」（テレビ朝日）
- AbemaTV「君と僕の絶対三時間」
- AbemaTV「10億円会議 supported by 日本財団」[4]
- JFN「ニコラジパーク」
- アニソンHOLIC「アニコロ」
- PHONONチャンネル「津田美波の津田家」
- 大西亜玖璃の「あなたにアグリー」（2020年9月18日、10月16日、アイドル専門チャンネルPigoo）[5]
- 「占いリアリティSHOW どこまで言っていいですか？」（2022年2月～、テレビ東京）
- 「占いなんて信じない」（2022年10月～、テレビ東京）

### イベント
- 「L'ala pado TOKYO presents ひなまつり Party 2018」
- 「高橋未奈美の『み、味方はナシ！』」DVD発売記念
- 「雪上のわ生誕祭とクリスマス会」

### Webコンテンツ
- 「占いTV」にて占いコンテンツを監修（2022年2月）

- 「BaseCamp」にてファンコミュニティ「ぐんぐり天界」を開始（2022年3月）

## WEB
- 「ティアラブ・ユー!!」
- 「高橋李依・上田麗奈 仕事で会えないからラジオはじめました。」
- 「中村県ちえのわ市」
- 「日笠・日高のお日様ぐみ!」

## 占った有名人
五十音順・ABC順
- 朝日奈央
- 亜生（ミキ）
- イワクラ（蛙亭）
- 伊吹とよへ
- 上國料萌衣（アンジュルム）
- 木村有希
- 昴生（ミキ）
- 佐藤景瑚（JO1）
- サーヤ（ラランド）
- 嶋佐和也（ニューヨーク）
- 為永幸音（アンジュルム）
- 大西沙織
- 佐倉綾音
- 手越祐也
- 中野周平（蛙亭）
- ニシノ（ラランド）
- 屋敷裕政（ニューヨーク）
- ゆうたろう (モデル)
- 與那城奨（JO1）